# Xiphydriophagus
Xiphydriophagus is een geslacht van vliesvleugeligen uit de familie Pteromalidae. De wetenschappelijke naam van dit geslacht is voor het eerst geldig gepubliceerd in 1952 door Ferrière.

## Soorten
Het geslacht Xiphydriophagus is monotypisch en omvat slechts de volgende soort:
- Xiphydriophagus meyerinckii (Ratzeburg, 1848)